# Перешийок

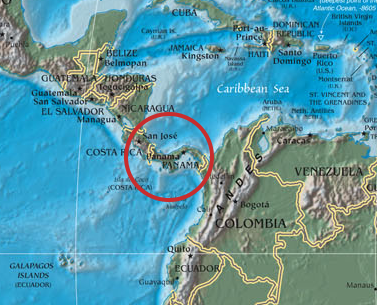
Панамський перешийок сполучає північну та південну Америки.

Переши́йок — вузька смужка землі, облямлена з двох боків водою, яка сполучає більші частини суші.
Є протилежністю протоці, яка пролягає між двома ділянками суші і сполучає більші масиви води.
Перешийки є своєю природою відповідними місцями для спорудження каналів. Панамський канал, який сполучає Атлантичний та Тихий океани, радикально скрочує час морської подорожі між східними та західними узбережжями Америк. Суецький канал — уможливлює морське сполучення між Європою та Азією, не обпливаючи навколо Африки.

## Перелік перешийків
- Оклендський перешийок, Окленд, Нова Зеландія
- Перешийоко Авалон, Канада — відділяє Ньюфаундленд від Півострова Авалон
- Перешийок Chignecto — сполучає Нову Шотландію із Новим Брансвіком і рештою Канади
- Коринфський перешийок, Греція — перший названий перешийок
- Перешийок Дубровник — сьогодні Страдун, (головна вулиця міста), сполучає Лаус (Laus) і Дуб (Dub) в єдину міську одиницю
- Eaglehawk Neck, Тасманія — сполучає Форест'єрський півострів із Півостровом Тасманія
- Перешийок Східних Фолклендів (Goose Green)
- Перешийок Гібралтара — сполучає Гібралтар із континентом в Іспанії. Його суверенітет суперечливий.
- Карельський перешийок — між Фінською затокою і Ладозьким озером
- Перешийок Кра, сполучає Малазійський півострів із континентом Азія
- Перешийок Кушімото, Японія — сполучає Хонсю із Cape Shiono-Misaki
- Перешийок La Coupée у Sark
- Перешийок Медісон, між озером Мендота і озером Монона у Медісоні
- Mavis Grind — перешийок у Шетланді, Велика Британія
- Перешийок Médanos — сполучає Венесуелу з Médanos
- Перешийок на Bruny Island, Тасманія — сполучає північний і південний Bruny
- Перешийок Ofqui, Aysen, Чилі
- Панамський перешийок — імовірно найвідоміший перешийок, сполучає Північну Америку з Південною.
- Перекопський перешийок між Кримом і материковою Україною
- Quezon Province, Luzon, Філіппіни — сполучає півострів Bicol із островом Luzon
- Адамів міст, між Індією і Шрі Ланкою (колишній перешийок)
- Перешийок Суец — між Північною Африкою і Південно-західною Азією, у Єгипті, де розташований Суецький канал
- Перешийок Теуантепек — сполучає Юкатан і Центральну Америку із рештою Мексики
- Перешийок Самерсайд — сполучає західну частину острова Принца Едуарда (Канада) із рештою острова